# Pfaffenhofen an der Roth
Pfaffenhofen an der Roth (eller: Pfaffenhofen a.d.Roth) er en købstad (markt) i Landkreis Neu-Ulm i Regierungsbezirk Schwaben i den tyske delstat Bayern. Den er hjemsted for Verwaltungsgemeinschaft Pfaffenhofen an der Roth.

## Geografi
Pfaffenhofen ligger ved floden Roth i Region Donau-Iller i Mittelschwaben, 16 km sydøst for Ulm og 45 km nord for Memmingen.

### Nabokommuner
- Nersingen mod nord
- Bibertal mod øst
- Weißenhorn mod syd
- Neu-Ulm og Holzheim mod vest

### Inddeling
I kommunen Pfaffenhofen ligger ud over hovedbyen landsbyerne:
- Balmertshofen
- Berg
- Beuren
- Biberberg
- Diepertshofen
- Erbishofen
- Kadeltshofen mit Remmeltshofen
- Niederhausen
- Raunertshofen
- Roth mit den Weilern Hirbishofen und Luippen
- Volkertshofen

Flypioneren Hermann Köhl er begravet i Pfaffenhofen an der Roth.